# Sequestro de missionários mórmons na Rússia em 1998
O sequestro de missionários mórmons em Saratov, Rússia, em 1998, envolveu o sequestro de dois missionários da Igreja de Jesus Cristo dos Santos dos Últimos Dias, Andrew Lee Propst e Travis Robert Tuttle, em 18 de março de 1998. Um dos sequestradores pediu a um amigo que convidasse os missionários para seu apartamento em Saratov, naRússia. Ao entrarem, foram atingidos na cabeça, levados para um local separado e fotografados como parte da exigência dos sequestradores de 300 mil dólares. Uma nota de resgate foi deixada na casa de um membro local da Igreja. Os missionários foram libertados em 22 de março após quatro dias de cativeiro, sem que o resgate fosse pago. Foi o primeiro grande incidente envolvendo missionários estrangeiros a ocorrer no "coração da Rússia".

## Abdução
Propst e Tuttle foram sequestrados na quarta-feira, 18 de março de 1998. Eles foram ao apartamento de um homem de 20 anos – que eles já haviam conhecido em uma reunião da igreja – para uma consulta para lhe ensinar mais sobre sua fé. Quando chegaram, foram “atingidos na cabeça com um bastão de metal várias vezes, algemados e amarrados”.  Os seus olhos e bocas foram tapados com fita adesiva.
Os sequestradores exigiram 300 mil dólares e fotocópias dos passaportes dos missionários em troca da libertação segura de Propst e Tuttle, e ameaçaram matá-los se a polícia fosse notificada. Quando os captores não ligaram para marcar um encontro, como prometido na nota de resgate, os responsáveis da igreja pensaram que a cobertura midiática os tinha levado a matar os missionários.

## Cativeiro
Propst e Tuttle foram levados para um galpão a 45 minutos de Saratov, na Rússia, e algemados a um radiador a carvão com tanta força que ambos sofreram danos nervosos. Enquanto estavam em cativeiro, os dois "jogavam jogos de palavras, praticavam gramática russa e criaram um time dos sonhos de jogadores profissionais de beisebol".  Eles conversavam frequentemente com o homem mais jovem que os sequestrou, sobre tópicos que iam de esportes a política e religião; Propst esperava que forjar uma amizade pudesse mais tarde impedir que seu captor fosse capaz de matá-los. Tanto Propst quanto Tuttle leram o livro de Dale Carnegie Como Fazer Amigos e Influenciar Pessoas e tentaram usar técnicas do livro. Um dos sequestradores partilhou a sua “história de vida” com os missionários. Propst disse mais tarde à Idaho Business Review que os seus captores estavam a passar por dificuldades financeiras e que essa era uma das suas motivações para os raptarem. Eles eram alimentados com pequenas porções de comida uma ou duas vezes por dia e recebiam água suja para beber. Os olhos deles permaneceram tapados o tempo todo.

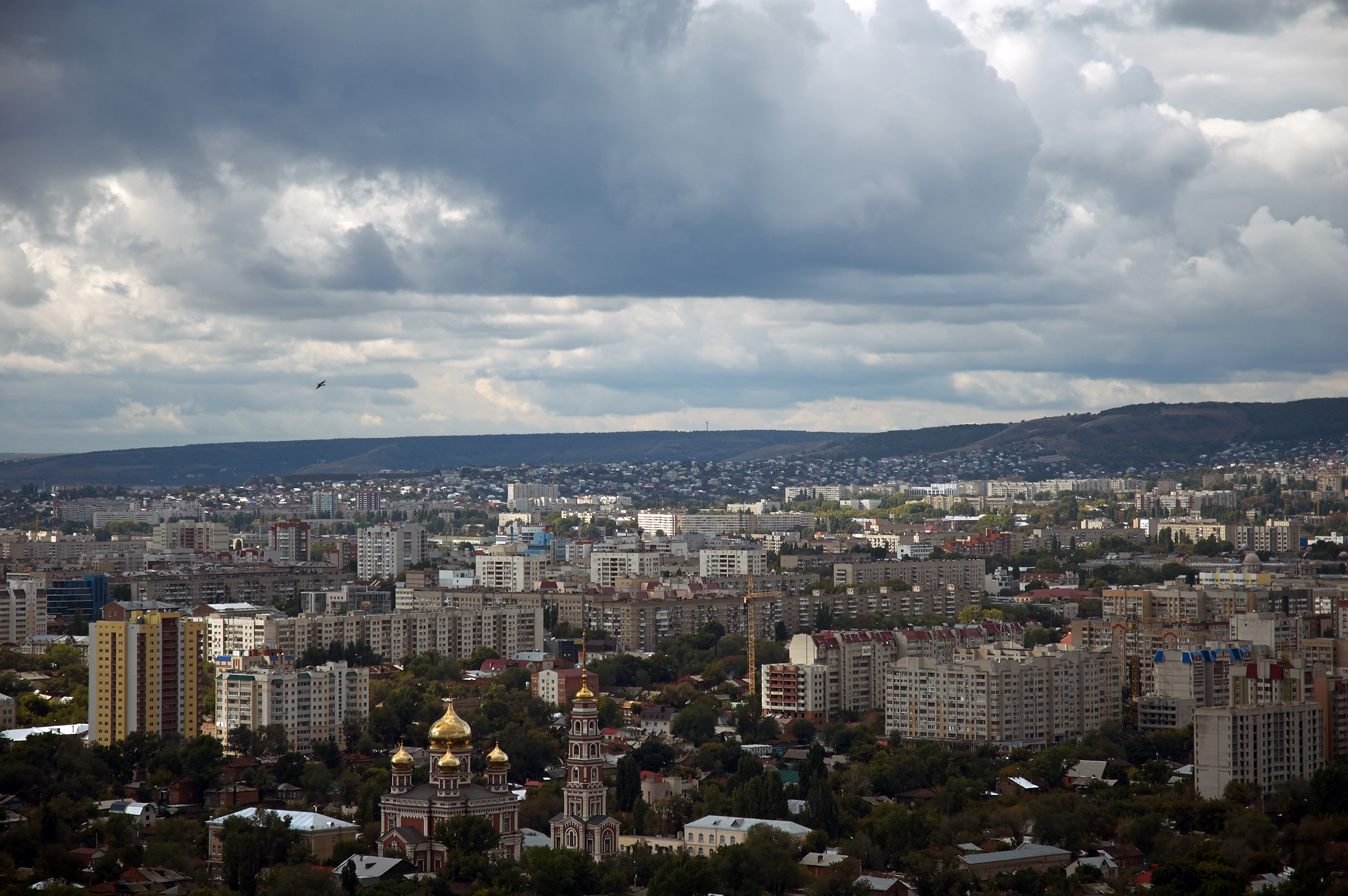
Cidade de Saratov, Rússia

Ambos os missionários escaparam apenas com ferimentos leves, incluindo dores causadas pelas algemas e pancadas na cabeça. Depois de serem libertados pelos seus sequestradores fora da cidade de Saratov, encontraram uma boleia de volta e chamaram a polícia e os responsáveis da igreja. Eles foram então levados para a delegacia de polícia e, sob a proteção de autoridades da igreja e de dois cônsules da embaixada americana, permaneceram em Saratov para ajudar a polícia a encontrar seus sequestradores. O presidente da Missão na época, Donald Jarvis, declarou que nenhum resgate foi pago. Tanto Propst como Tuttle terminaram o seu serviço missionário em Inglaterra.

## Resposta do governo
Vários políticos dos EUA se envolveram no caso. O representante Merrill Cook de Utah disse ao Provo Daily Herald que ele encorajou o "envolvimento agressivo dos americanos para trazer esses meninos de volta em segurança". O Departamento de Estado dos EUA chamou a situação de "um assunto grave" e não divulgou detalhes do sequestro na época para proteger os missionários. O senador Bob Bennett comentou que os captores estavam atrás de dinheiro e não da igreja especificamente, e que ele estava coordenando esforços entre a igreja e os funcionários do governo sobre o assunto. Ele também aproveitou a oportunidade para condenar uma recente lei russa que restringe as religiões minoritárias.  O senador Gordon H. Smith do Oregon, ele próprio membro da Igreja de Jesus Cristo dos Santos dos Últimos Dias, falou com o presidente Bill Clinton sobre o assunto; o presidente Clinton respondeu que ajudaria no que pudesse. Quatro agentes do FBI foram enviados para a Rússia, um dos quais falava russo e tinha experiência em situações de reféns. Numa conferência de imprensa, o porta-voz do Departamento de Estado, James B. Foley, disse que o rapto foi um “incidente isolado” e que a política externa dos EUA com a Rússia não provocou de forma alguma os raptores. A Secretária de Estado Madeleine Albright disse ao Senador Gordon Smith, após a libertação dos missionários, que os culpados os libertaram porque "o laço estava a apertar". A Primeira Presidência da Igreja SUD agradeceu às autoridades americanas e russas pelo seu trabalho.
O FSB (Serviço Federal de Segurança) russo também se envolveu durante o rapto e depois, particularmente na detenção de suspeitos. A Worldwide Television News informou que o governador Dmitry Ayatskov da região de Saratov ameaçou retirar os missionários SUD restantes da região se o resgate de US$ 300.000 fosse pago. Ayatskov continuou dizendo que “num futuro próximo todos os missionários, incluindo os mórmons, serão convidados a encontrar outro local para as suas atividades”.